# Paratrephes
Paratrephes is een geslacht van wantsen uit de familie van de Helotrephidae. Het geslacht werd voor het eerst wetenschappelijk beschreven door China in 1940.

## Soorten
Het genus is monotypisch en bevat alleen de volgende soort:

- Paratrephes hintoni China, 1940